# Geranium microphyllum
Geranium microphyllum là một loài thực vật có hoa trong họ Mỏ hạc. Loài này được Hook.f. mô tả khoa học đầu tiên năm 1844.